# Kultura prądnicka
Kultura prądnicka – jedna z kultur środkowego paleolitu charakteryzująca się specyficznymi narzędziami tzw. nożami-zgrzebłami.

## Chronologia, geneza, zanik
Kultura prądnicka rozwija się w okresie 70 – 48 tys. lat temu tj. we wczesnym okresie zlodowacenia północnopolskiego na bazie środkowoeuropejskiej kultury aszelskiej. Nazwa pochodzi od specyficznych narzędzi – noży-zgrzebeł określanych mianem prądników.

## Obszar występowania
Jest znana głównie z terenów południowej Polski m.in. w schronisku Wylotnym i w Oborzysku (obok wejścia do jaskini Ciemnej) w Ojcowskim Parku Narodowym.

## Charakterystyczne wytwory kulturowe
Do charakterystycznych wyrobów kulturowych należą pięściaki o formie trójkątnej sercowatej lub pod trójkątnej, które występują łącznie z nożami-zgrzebłami mającymi tylec oraz zaostrzony wierzchołek. Prądniki mają wielokrotnie odnawianą naprawianą krawędź pracującą. Naprawa polegała na odbijaniu wzdłuż krawędzi cienkich odłupków.